# Alsópáhok
Alsópáhok là một thị trấn thuộc hạt Zala, Hungary. Thị trấn này có diện tích 18,02 km², dân số năm 2010 là 1351 người, mật độ 75 người/km².